# Arturo Brachetti
 (janvier 2014).
Arturo Brachetti, né le 13 octobre 1957 à Turin, est un artiste italien, illusionniste passé maître dans l'art du transformisme.

## Biographie
Il passe son enfance dans la banlieue de Turin à jouer avec un petit théâtre de marionnettes. À onze ans, son père le fait entrer au séminaire, où il rencontre le père Silvio Mantelli, un jeune prêtre passionné par l'illusionnisme.
Sa carrière professionnelle commence en 1978, en France, dans le cabaret parisien le Paradis latin, sous la direction de Jean-Marie Rivière. En 1981, il interprète le rôle du présentateur dans la production allemande d'André Heller Flic Flac. En 1983-84, après l’Allemagne, il se rend en Angleterre, à Londres, pour participer à Y, au Piccadilly Theatre ; il est pour cela nommé au Swet Award[Quoi ?].
À son retour en Italie, il participe comme invité régulier à dix émissions télévisées de Al Paradiso pour la télévision nationale italienne Rai Uno. Dès lors, il est introduit sur la scène italienne (théâtre et télévision) : M. Butterfly avec Ugo Tognazzi, Varietà, L'Histoire du soldat d'Igor Stravinsky, Au début c'était Arturo, Amami Arturo, Le Mystère des bâtards assassins.
Le 4 mai 1991, lors du 36e Concours Eurovision de la chanson se déroulant au studio 15 di Cinecittà à Rome, il assure une partie de l'entracte en donnant un spectacle de transformiste. 
Il retourne ensuite à Londres pour jouer dans la pièce de Tony Harrison Square Rounds au National Theatre. Il devient, plus tard, le présentateur de dix émissions de The Best of Magic pour la Thames Television. Il part ensuite au Parc Disneyland, où il travaille (avec Mickey Mouse) dans The Disney Night of Magic.
À partir de 1995, avec la production italienne de comédies musicales Compagnia Della Rancia et le directeur Saverio Marconi, Brachetti continue à développer et à créer des spectacles en Italie. Sa comédie musicale Fregoli lui fait gagner le prix Billet d'Or pour le spectacle le plus vendu en deux saisons (280 000 billets). Il crée, ensuite, le spectacle Brachetti in Technicolor (aussi retransmis sur la Rai Due). Il a joué Puck dans une version moderne du Songe d'une nuit d'été de William Shakespeare.
En 1999, il a tourné six épisodes dans la sitcom de la Warner Brothers Nikki. Durant l'été, il présente son nouveau spectacle au festival de Montréal, produit par le Festival Juste pour rire. Avec ce spectacle L'homme aux mille visages (plus de quatre-vingts personnages), il gagne le Prix Molière 2000 pour le meilleur one-man-show à Paris.
En janvier 2010, il a présenté un spectacle pour Londres appelé Change. Alors que son premier one-man-show, l'Homme aux mille visages, parle de l'enfance, dans ce spectacle, c'est plutôt la maturité, où on parle d'un vieil artiste qui rêve d'aller à Londres.
En décembre 2011, il est fait chevalier des Arts et des Lettres par le ministre de la Culture Frédéric Mitterrand.

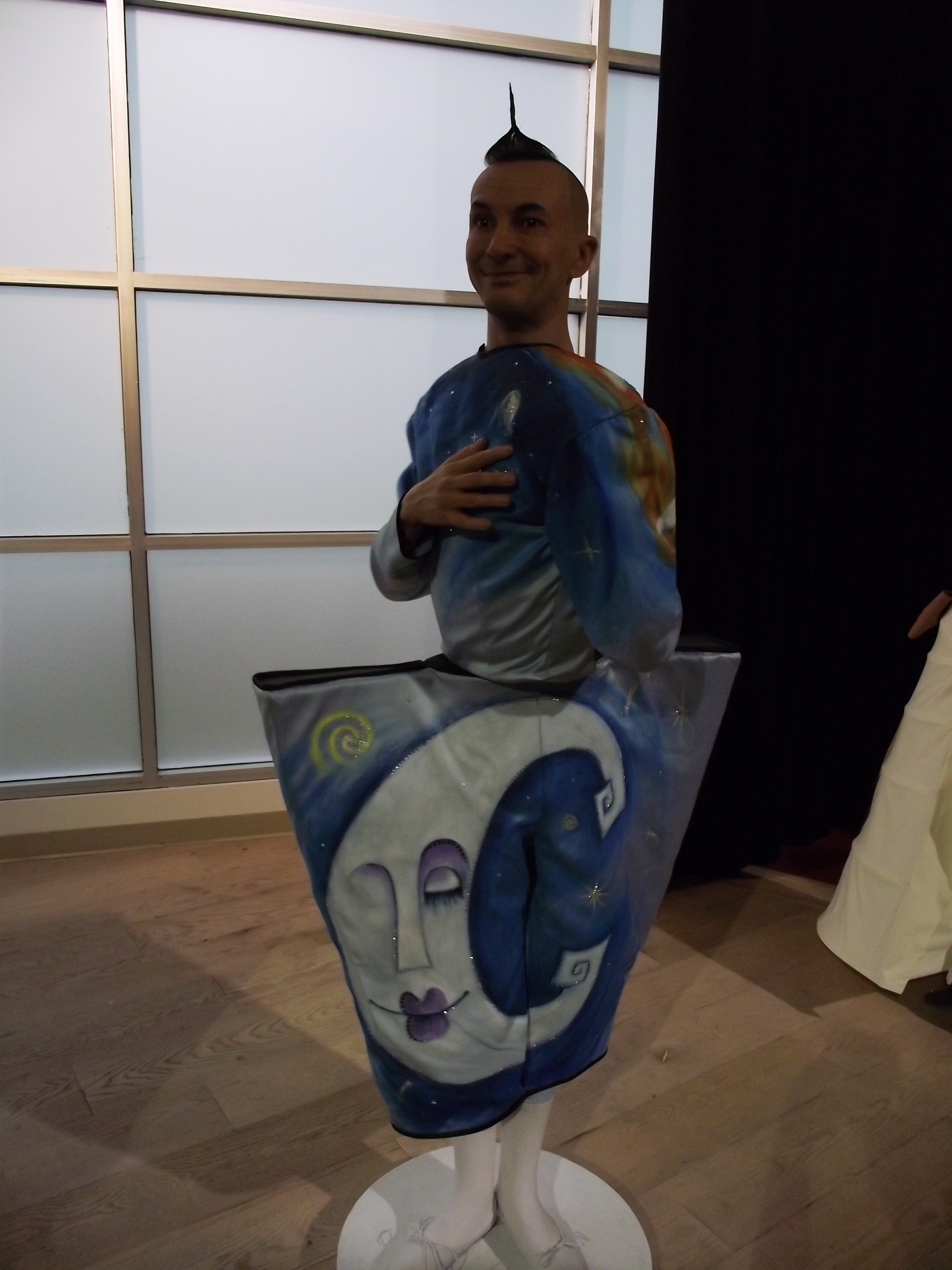
Arturo Brachetti au Musée Grévin Montréal.

Entre septembre 2013 et mai 2014, il est l'un des membres du jury de l'émission The Best : Le Meilleur Artiste (saisons 1 et 2) diffusée sur TF1 en première partie de soirée.